# ダーク・ウォーターズ 巨大企業が恐れた男
『ダーク・ウォーターズ 巨大企業が恐れた男』（ダーク・ウォーターズ きょだいきぎょうがおそれたおとこ、Dark Waters）は、トッド・ヘインズ監督、マリオ・コレアとマシュー・マイケル・カーナハン脚本の2019年のアメリカ合衆国のサスペンス映画。主演はマーク・ラファロ、共演はアン・ハサウェイ、ティム・ロビンス、ビル・キャンプ、ヴィクター・ガーバー、メア・ウィニンガム、ビル・プルマンなど。実話をもとに、環境汚染の実態を隠蔽していた巨大化学会社に闘いを挑むことになった弁護士を描いている。
この映画は、2016年のニューヨーク・タイムズ・マガジンのナサニエル・リッチによる記事「デュポンにとって最悪の悪夢になった弁護士」に基づいている。この物語は、規制されていない化学物質で町を汚染した化学品製造会社デュポン社に対するロバート・ビロットの訴訟をマーク・ラファロが演じた。

## ストーリー
1998年。シンシナティの大手法律事務所に勤める弁護士のロバート・ビロットは、農場経営者のウィルバー・テナントから牛の大量死について相談を受ける。テナントの農場の近くには化学企業デュポン社の廃棄場があり、化学物質（C8）を川や土壌に流出させたことが原因であると突き止めるビロット。
デュポン社が環境汚染を認識しながら隠蔽していることに気付き、訴訟を計画するビロット。だがアメリカ合衆国を代表する大企業で権力者との繋がりも強いデュポン社に戦いを挑むのは無謀な挑戦を意味していた。
2002年。飲料水の汚染被害が知られ、数千人規模の集団訴訟が起こった。賠償金を払い、水質管理の施設を設置するデュポン社。だが、ガンを引き起こす真の医療被害については新たに数万人規模の血液検査が必要だった。その検査は遅々として進まず、その間にも死者は出続け、世間から責められた末に病んで倒れるビロット。
2011年、ついに血液検査の結果が纏められ、ガンと有害物質の関連が証明された。しかし、デュポン社は一括での損害賠償の約束を反故にし、一件ずつの訴訟に切り替えた。数千人の訴訟を続けるには、裁判所のキャパシティを考慮して数百年かかる計算だった。
2015年。何百年かかろうと、一件ずつの訴訟に乗り出すビロット。3件の勝訴を勝ち取った時点でデュポン社が折れ、ようやく被害者への補償が確約された。

## キャスト
- ロバート・ビロット（英語版） - マーク・ラファロ
- サラ・ビロット - アン・ハサウェイ
- トム・タープ - ティム・ロビンス
- ウィルバー・テナント - ビル・キャンプ
- フィル・ドネリー - ヴィクター・ガーバー
- ダーリーン・カイガー - メア・ウィニンガム
- ハリー・ディーツラー - ビル・プルマン
- ジェームズ・ロス - ウィリアム・ジャクソン・ハーパー（英語版）
- カーラ・ファイファー - ルイーザ・クラウス（英語版）
- カレン・フランク医師（声） - エリザベス・マーヴェル

## 製作
2018年9月21日、トッド・ヘインズがマシュー・マイケル・カーナハンの脚本から『Dry Run』を監督することが発表された。本作はマーク・ラファロとパーティシパント・メディアによって製作された。2018年11月、ラファロが主演も務めることが決定した。
2019年1月、アン・ハサウェイ、ティム・ロビンス、ビル・キャンプ、ヴィクター・ガーバー、メア・ウィニンガム、ウィリアム・ジャクソン・ハーパー、ビル・プルマンがキャストに加わり、クリスティーン・ヴェイコンとパメラ・コフラーがキラー・フィルムズの下でプロデューサーに加わった。

### 撮影
主要な撮影は、オハイオ州、シンシナティで開始した。

## 公開
本作はアメリカで、2019年11月22日に公開された。

## 評価
レビュー・アグリゲーターのRotten Tomatoesでは236件のレビューで支持率は89%、平均点は7.3/10、批評家の一致した見解は「『ダーク・ウォーターズ 巨大企業が恐れた男』はひどく腹立たしい不正行為の実話を力強く伝えることで、被害者に敬意を表し、且つ加害者に正面から責任を負わせている。」となった。Metacriticでは38件のレビューを基に加重平均値が73/100となった。